# Samuel Brawand
Samuel Brawand (Grindelwald, 18 juni 1898 - aldaar, 11 juli 2001) was een Zwitsers politicus.

## Biografie
Samuel Brawand bezocht de kweekschool en was daarna leraar, berggids, landbouwer en veefokker. Hij was lid van de Sociaaldemocratische Partij van Zwitserland (SP) en was wethouder te Grindelwald. Van 1933 tot 1935 was hij lid van de Grote Raad van Bern. Van 1935 tot 1947 en van 1955 tot 1967 was hij lid van de Nationale Raad (tweede kamer Bondsvergadering).
Samuel Brawand was van 1947 tot 1962 was hij lid van de Regeringsraad van het kanton Bern. Hij beheerde het departement van Bouwzaken en Spoorwegen. Van 1 juni 1950 tot 31 mei 1951 en van 1 juni 1961 tot 31 mei 1962 was hij voorzitter van de Regeringsraad (dat wil zeggen regeringsleider) van Bern.
Samuel Brawand was voorzitter van de Federale Wegenbouwcommissie en had als zodanig een belangrijk aandeel in de modernisering en uitbreiding van de wegen in Zwitserland. Nadien was hij lid van de administratieve raden van diverse spoorwegondernemingen. Van 1962 tot 1968 was hij directeur van de BLS Lötschbergbahn.
Hij overleed op 103-jarige leeftijd.